# Bailya parva
Bailya parva är en snäckart som först beskrevs av C. B. Adams 1850.  Bailya parva ingår i släktet Bailya och familjen valthornssnäckor. Inga underarter finns listade i Catalogue of Life.

## Bildgalleri

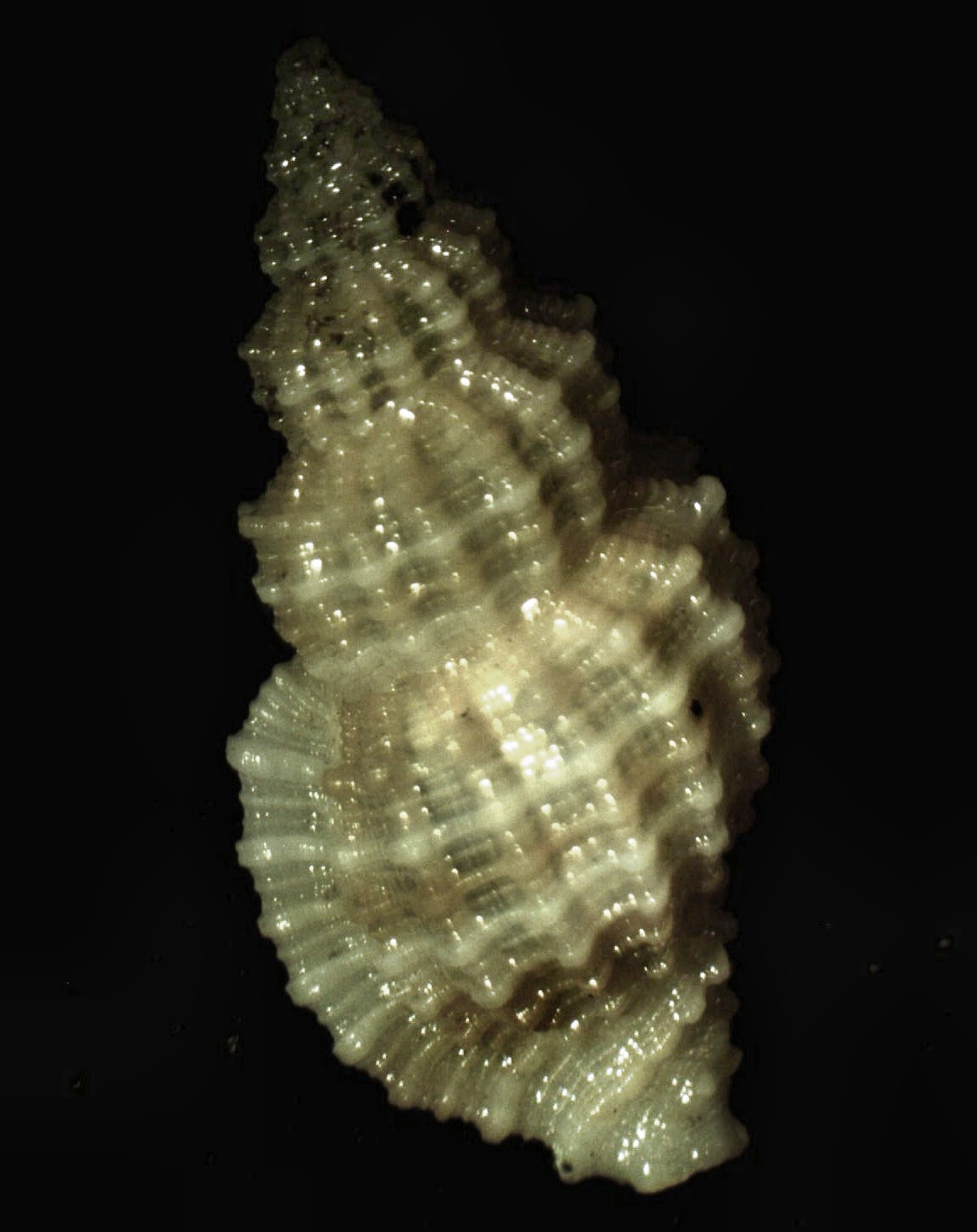